# Horgener Bergweiher
Der Bergweiher ist ein Stauweiher im Kanton Zürich in der Gemeinde Horgen. Er liegt auf dem flachen Höhenrücken des Zimmerbergs. Er ist ein beliebtes Naherholungsgebiet und dient als Badesee. Entlang dem Ufer liegen mehrere Grill- und Badeplätze. Der Schilfgürtel im Südosten des Weihers steht unter Naturschutz.
Die Müller von Horgen bauten im Jahr 1719 den Weiherdamm und leiteten das Wasser Richtung Dorf, um ihre Mühlen besser mit Wasser versorgen zu können. Der fünf Meter hohe Damm ist über 200 Meter lang und staut 115'000 Kubikmeter Wasser.
Gleich unterhalb des Damms wird der Abfluss geteilt: Eine Ableitung führt nach Horgen in den Dorfbach und den Zürichsee. Der Wüeribach fliesst weiter nach Nordwesten ins Sihltal, wo er nach zwei Kilometern etwas unterhalb von Sihlbrugg Station in die Sihl mündet.
Zwei Kilometer südöstlich vom Bergweiher liegt der Aabach-Weiher, ein kleiner Stausee zur Nutzung der Wasserkraft.